# Commelina schliebenii
Commelina schliebenii là một loài thực vật có hoa trong họ Commelinaceae. Loài này được Mildbr. mô tả khoa học đầu tiên năm 1932.